# Reusch (Kastl)

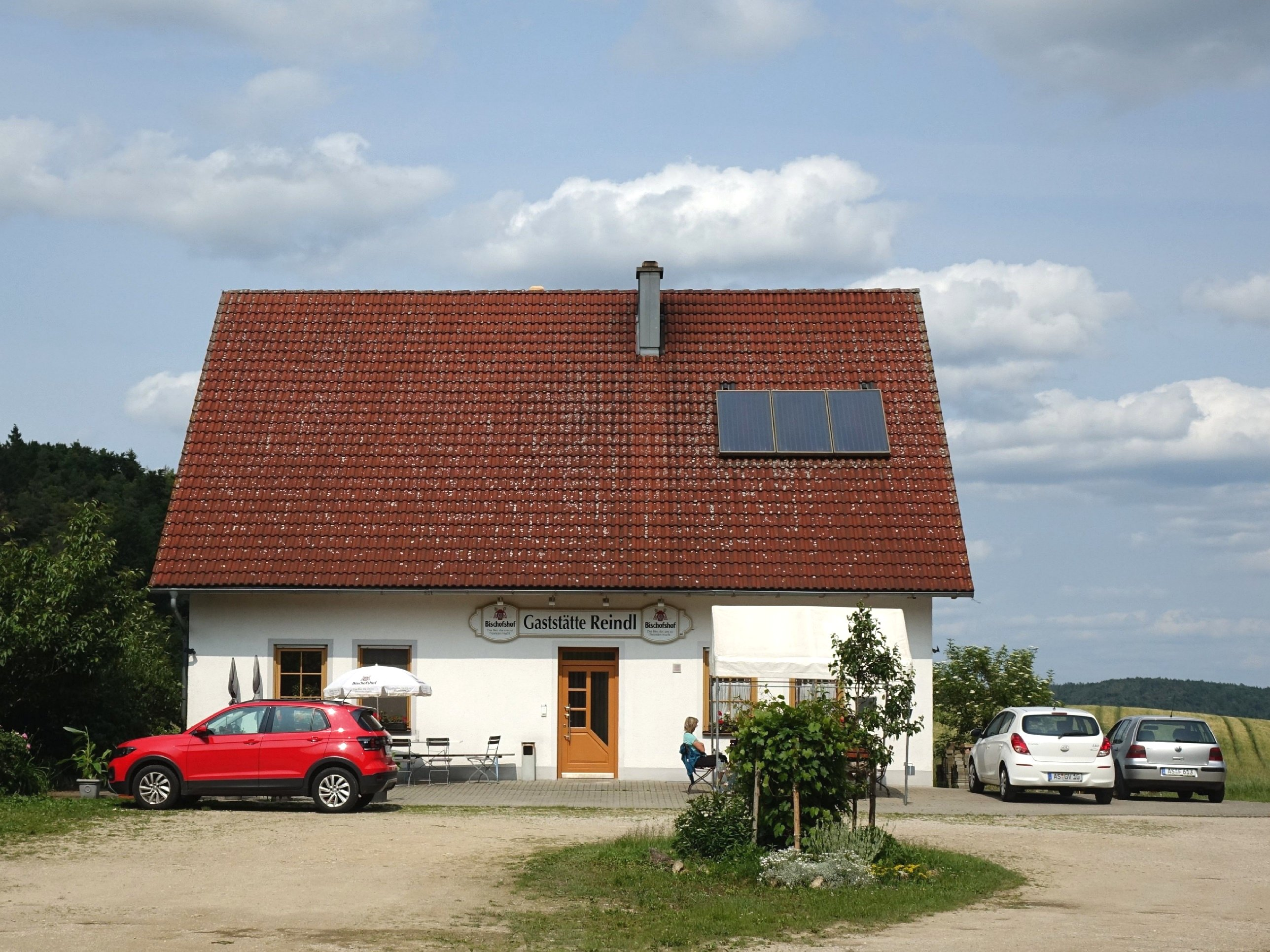
Die Gaststätte Reindl

Reusch ist ein in der Oberpfalz gelegener Weiler, der ein Gemeindeteil von Kastl ist.

## Lage
Der Ort befindet sich in der Region Oberpfälzer Jura und liegt in der nach Winkl benannten Gemarkung. Reusch ist einer von 39 Ortsteilen des Marktes Kastl. Der Weiler liegt dreieinhalb Kilometer südöstlich von Kastl und Hohenburg ist neun Kilometer entfernt.

## Verkehr
Die Kreisstraße AS 28 durchquert den Ort. Vom ÖPNV wird der Ort mit der Rufbuslinie 445 des VGN angefahren.